# Sakartvelos tasi 2020
La Sakartvelos tasi 2020 (in georgiano საქართველოს თასი, Coppa di Georgia), nota anche come Coppa David Kipiani 2020, è stata la 31ª edizione del torneo, iniziata il 20 agosto 2020 e terminata il 4 dicembre 2020 con la finale. Il Saburtalo Tbilisi era la squadra campione in carica. Il Gagra ha conquistato il trofeo per la seconda volta nella sua storia.

## Primo turno
Il sorteggio del primo e del secondo turno è stato effettuato il 23 luglio 2020. A questo turno partecipano 36 squadre: 10 della Crystalbet National League 2, 10 della Liga 3 e 16 della Liga 4.
| Squadra 1           | Risultato       | Squadra 2              |
| ------------------- | --------------- | ---------------------- |
| 20 agosto 2020      |                 |                        |
| Iberia Tbilisi      | 1 - 4           | Bakhmaro               |
| 21 agosto 2020      |                 |                        |
| Squri               | 1 - 4           | Zugdidi                |
| Samegrelo           | 0 - 3           | K'olkheti Khobi        |
| Real Varketili      | 2 - 1           | Algeti                 |
| Didube              | 0 - 3           | Sioni Bolnisi          |
| 22 agosto 2020      |                 |                        |
| Borjomi             | 0 - 0 (2-4 dtr) | Gareji Sagarejo        |
| Merani Tbilisi 2    | 1 - 5           | Spaeri                 |
| Egrisi Senaki       | 1 - 2           | Gori                   |
| Imereti Khoni       | 0 - 0 (4-3 dtr) | WIT Georgia 2          |
| Sulori Vani         | 0 - 1           | Tbilisi City           |
| 23 agosto 2020      |                 |                        |
| Chiatura            | 1 - 2           | Rustavi                |
| Saburtalo Tbilisi 2 | 0 - 1           | Shukura Kobuleti       |
| Zest'aponi          | 1 - 1 (2-3 dtr) | WIT Georgia            |
| Lazika Zugdidi      | 0 - 1           | Samgurali Ts'q'alt'ubo |
| Guria Lanchkhuti    | 0 - 2           | Gagra                  |
| 24 agosto 2020      |                 |                        |
| K'olkheti-1913 Poti | 1 - 1 (5-4 dtr) | Shevardeni-1906        |
| Betlemi             | 2 - 2 (4-3 dtr) | Meshakht'e T'q'ibuli   |
| Merani Mart'vili    | 3 - 1 (dts)     | Aragvi Dusheti         |

## Secondo turno
A questo turno partecipano le 18 vincenti il primo turno e le 6 squadre della Crystalbet National League che non partecipano alle competizioni europee.
| Squadra 1              | Risultato       | Squadra 2         |
| ---------------------- | --------------- | ----------------- |
| 24 agosto 2020         |                 |                   |
| Bakhmaro               | 0 - 2           | Telavi            |
| 27 agosto 2020         |                 |                   |
| Sioni Bolnisi          | 1 - 4           | Merani Tbilisi    |
| K'olkheti Khobi        | 0 - 2           | T'orp'edo Kutaisi |
| Imereti Khoni          | 1 - 2           | Dila Gori         |
| Real Varketili         | 0 - 2           | Samt'redia        |
| Zugdidi                | 2 - 4           | Chik. Sachkhere   |
| 29 agosto 2020         |                 |                   |
| Samgurali Ts'q'alt'ubo | 3 - 0           | WIT Georgia       |
| Tbilisi City           | 1 - 0           | Shukura Kobuleti  |
| Spaeri                 | 1 - 0           | Rustavi           |
| 30 agosto 2020         |                 |                   |
| Betlemi                | 2 - 2 (4-3 dtr) | Gori              |
| Gareji Sagarejo        | 1 - 0 (dts)     | Merani Mart'vili  |
| K'olkheti-1913 Poti    | 0 - 4           | Gagra             |

## Ottavi di finale
A questo turno partecipano le 12 vincenti il secondo turno e le 4 squadre della Crystalbet National League partecipanti alle competizioni europee.
| Squadra 1         | Risultato | Squadra 2              |
| ----------------- | --------- | ---------------------- |
| 17 settembre 2020 |           |                        |
| Gareji Sagarejo   | 0 - 2     | Samgurali Ts'q'alt'ubo |
| 19 settembre 2020 |           |                        |
| Gagra             | 1 - 0     | Dinamo Batumi          |
| Spaeri            | 0 - 2     | Dila Gori              |
| 20 settembre 2020 |           |                        |
| Betlemi           | 1 - 4     | T'orp'edo Kutaisi      |
| Tbilisi City      | 3 - 2     | Samt'redia             |
| Telavi            | 2 - 0     | Merani Tbilisi         |
| 21 settembre 2020 |           |                        |
| Chik. Sachkhere   | 2 - 1     | Lokomotiv Tbilisi      |
| Saburtalo Tbilisi | 1 - 0     | Dinamo Tbilisi         |

## Quarti di finale
| Squadra 1              | Risultato       | Squadra 2         |
| ---------------------- | --------------- | ----------------- |
| 26 settembre 2020      |                 |                   |
| Samgurali Ts'q'alt'ubo | 2 - 0           | Telavi            |
| Tbilisi City           | 2 - 5           | Chik. Sachkhere   |
| 27 settembre 2020      |                 |                   |
| Gagra                  | 0 - 0 (5-3 dtr) | Dila Gori         |
| Saburtalo Tbilisi      | 2 - 0           | T'orp'edo Kutaisi |

## Semifinali
| Squadra 1              | Risultato       | Squadra 2         |
| ---------------------- | --------------- | ----------------- |
| 8 novembre 2020        |                 |                   |
| Gagra                  | 0 - 0 (4-2 dtr) | Saburtalo Tbilisi |
| Samgurali Ts'q'alt'ubo | 2 - 0           | Chik. Sachkhere   |

## Finale
| Arbitro: | Giorgi Kruashvili |

|                                            |                      |                                                      |
| Patarkatsishvili Kurdadze Touré Burjanadze | Tiri di rigore 3 – 5 | Khositashvili Kakiashvili Chaduneli Vekua Ergemlidze |